# Congresso di Stato
Il Congresso di Stato è l'organo esecutivo della Repubblica di San Marino.
Il Congresso, o comunque l'organo che ad esso diede origine, è comparso nei primi decenni del XVIII secolo e poteva considerarsi una parte del Consiglio Grande e Generale alla quale erano affidati compiti amministrativi e principalmente di consultazione negli affari politici e giuridici, senza che mantenesse poteri deliberativi. Il Congresso può anche essere considerato un'evoluzione della Congregazione Economica, istituita nel 1830 con funzioni di gestione economica dello Stato.
L'organo è stato istituito per legge il 15 maggio 1945.
L'organo esercita collegialmente le proprie attribuzioni. Tuttavia, il Segretario di Stato per gli Affari Esteri e Politici, eletto dal Consiglio Grande e Generale con un mandato di cinque anni, ha assunto nel tempo il ruolo di primo ministro. I Segretari di Stato sono politicamente responsabili davanti al Consiglio Grande e Generale e sono responsabili penalmente e civilmente davanti alla giustizia ordinaria.
Attualmente il Congresso di Stato si riunisce almeno una volta alla settimana.

## Elezione
Il Congresso si compone di 10 segretari di Stato posti a capo dei settori di intervento della pubblica amministrazione.
I segretari di Stato devono essere eletti dal Consiglio Grande e Generale necessariamente tra i propri membri. L'elezione avviene con distinte votazioni a scrutinio palese per appello nominale per quanti sono i segretari di Stato da designare. La nomina dei segretari di Stato agli affari esteri e politici, agli affari interni e alle finanze, bilancio e programmazione è contestuale all'attribuzione delle funzioni, mentre per gli altri sette Segretari le funzioni vengono attribuite all'interno del Congresso stesso. L'affidamento delle deleghe ai singoli segretari è flessibile, per cui le responsabilità sui dicasteri possono essere scisse o accorpate, come il numero di componenti il Congresso non è vincolante.
L'incarico di segretario di Stato non può superare il massimo di dieci anni consecutivi e la successiva nomina non può avvenire se non trascorsi cinque anni dalla conclusione dell'ultimo mandato.
L'organo cessa dalle sue funzioni se la totalità o la maggioranza dei membri del Congresso rimette il mandato al Consiglio Grande e Generale, oppure perché il Consiglio delibera la revoca dell'incarico a tutti i membri del Congresso. La cessazione del Congresso non implica elezioni anticipate. Diversamente da molti sistemi parlamentari, non è prevista la "mozione di sfiducia" da parte dell'organo legislativo.
Il Congresso è presieduto dai due capitani reggenti, ai quali non spetta diritto di voto ma svolgono unicamente funzione di coordinamento, direzione e impulso dei lavori e collegamento con l'organo legislativo.

## Prerogative
Le prerogative del Congresso sono:
- la definizione della politica generale dell'attività di governo, adottando i relativi provvedimenti
- la definizione degli indirizzi di politica internazionale, deliberando in merito agli accordi e trattati internazionali ed a questioni rilevanti per la sicurezza della Repubblica
- la definizione degli indirizzi dell'attività amministrativa particolare
- l'approvazione dei progetti di bilancio preventivo e rendiconto consuntivo della pubblica amministrazione e delle aziende autonome
- la proposta degli atti amministrativi di competenza del Consiglio Grande e Generale
- il coordinamento dell'attività e delle attribuzioni dei singoli segretari di Stato
- l'esercizio del potere di iniziativa legislativa
- la proposta di adozione e la fornitura di pareri ai capitani reggenti in merito a decreti reggenziali di urgenza con forza di legge da sottoporre alla ratifica del Consiglio Grande e Generale entro tre mesi pena la loro decadenza. Il Congresso si assume la responsabilità politica della proposta o del parere
- la delibera su ogni altra questione prevista dalla legge o sulla quale ritenga opportuno deliberare.